# Gens Minícia
La gens Minícia (en llatí Minicia gens, Minicii en plural) va ser una gens romana originària de Brixia (Brèscia) a la Gàl·lia Cisalpina. Brixia va ser una colònia romana, però no se sap en quina època s'havia fundat.
Els Minicii, no apareixen fins al temps de l'imperi. Es coneix un Gai Minici Fundà que era cònsol sufecte l'any 51 i un altre Gai Minici també cònsol sufecte el 103.